# Melito di Napoli
Melito di Napoli là một đô thị ở tỉnh Napoli ở vùng Campania, cách khoảng 9 km về phía bắc của Napoli. Tại thời điểm ngày 31 tháng 12 năm 2004, đô thị này có dân số 36.031 người và diện tích là 3,7 km².
Melito di Napoli giáp các đô thị: Casandrino, Giugliano in Campania, Mugnano di Napoli, Napoli, Sant'Antimo.